# Bill (Helperknapp)
Pour les articles homonymes, voir Bill.
Bill est une section et un hameau de la commune luxembourgeoise de Helperknapp située dans le canton de Mersch.

## Toponymie
Semble correspondre au moyen haut allemand bil(le), qui évoque la taille des pierres. Sans doute le surnom d'un tailleur de pierre, d'un carrier.